# پاکسیما زکی‌پور
پاکسیما زکی‌پور با نام هنری پاکسیما (زاده ۳ دی ۱۳۴۵ در تهران)، شاعر و ترانه‌سرای ایرانی است.

## زندگی‌نامه
پاکسیما از سال ۱۹۹۰ بیش از ۴۰۰ ترانه نوشته‌است و گفته می‌شود که تعداد بسیاری از آنها محبوب‌ترین ترانه‌های ایرانی هستند.

## همکاری هنری
پاکسیما برای خوانندگان مطرحی از جمله شهره، مهستی، لیلا فروهر، ابی، اندی، ستار، حبیب، سیاوش قمیشی، عارف، منصور، داوود بهبودی، شهرام کاشانی، شادمهر عقیلی، حسن شماعی‌زاده، نوش‌آفرین، سوزان روشن، شاهرخ، پویا، شهرام شب‌پره، فتانه، فریدون آسرایی،و همچنین برای خوانندگان دیگری نیز ترانه‌سرایی کرده‌است.
همچنین پاکسیما زکی‌پور آلبومی به نام یاران را در دهه هفتاد به صورت دکلمه اجرا کرده‌است.
در سال ۲۰۰۹ پاکسیما ترانه‌ای به نام «با من باش» را نوشت که اندی و ستاره راک آمریکایی جان بون جووی آن را اجرا کردند. ویدئو این ترانه در سایت یوتیوب بیش از ۶ میلیون بازدید از سراسر دنیا داشته‌است.

## ترانه‌ها
| خواننده                     | نام ترانه                   | ترانه‌سرا                           | آهنگساز                           | تنظیم                                 |
| --------------------------- | --------------------------- | ---------------------------------- | --------------------------------- | ------------------------------------- |
| ابی                         | عادت                        | پاکسیما زکی‌پور                     | سیاوش قمیشی                       | استیو مک‌کرام                          |
| شهره                        | بغض                         | پاکسیما زکی پور                    | حسن شماعی زاده                    | فرهاد مرفه                            |
| شهره                        | پیچک                        | پاکسیما زکی پور                    | مهرداد آسمانی                     | منوچهر چشم‌آذر                         |
| سیاوش قمیشی                 | غروب                        | پاکسیما زکی‌پور                     | سیاوش قمیشی                       | استیو مک‌کرام                          |
| سیاوش قمیشی                 | چه دردیست                   | پاکسیما زکی‌پور                     | سیاوش قمیشی                       | آندرانیک                              |
| سیاوش قمیشی                 | دلتنگی                      | پاکسیما زکی‌پور                     | سیاوش قمیشی                       | استیو مک‌کرام                          |
| منصور                       | همه را می‌بخشم               | پاکسیما زکی‌پور                     | منوچهر چشم‌آذر                     | منوچهر چشم‌آذر                         |
| منصور                       | فقط بخاطر تو                | پاکسیما زکی‌پور                     | منصور                             | دیوید بتسامو و برایان وی              |
| منصور                       | عشق آتیشی                   | پاکسیما زکی‌پور                     | سیاوش قمیشی                       | برایان وی                             |
| منصور                       | وقتی نیستی                  | پاکسیما زکی‌پور                     | منصور                             | برایان وی                             |
| منصور                       | زندگی                       | پاکسیما زکی‌پور                     | منصور                             | برایان وی                             |
| منصور                       | یکی بود، یکی نبود           | پاکسیما زکی‌پور                     | منصور                             | فرد میرزا                             |
| منصور                       | دوست دارم                   | پاکسیما زکی‌پور                     | منصور                             | برایان وی                             |
| منصور                       | ببین                        | پاکسیما زکی‌پور                     | منصور                             | برایان وی                             |
| منصور                       | دیوونه                      | پاکسیما زکی‌پور                     | منصور                             | برایان وی                             |
| منصور                       | عزیز دلمی                   | پاکسیما زکی‌پور                     | منصور                             | منوچهر چشم آذر                        |
| منصور                       | منو ببخش                    | پاکسیما زکی‌پور                     | منصور                             | منوچهر چشم آذر                        |
| منصور                       | دلم فقط تو رو می‌خواد        | پاکسیما زکی‌پور                     | منصور                             | فرد میرزا                             |
| منصور                       | دنیا همین جوری نمی‌مونه      | پاکسیما زکی‌پور                     | منصور                             | وانو                                  |
| منصور                       | به صدای قلب من گوش بده      | پاکسیما زکی‌پور                     | منصور                             | فرد میرزا                             |
| منصور                       | باورت بشه                   | پاکسیما زکی‌پور                     | منصور و شوبرت آواکیان             | شوبرت آواکیان                         |
| منصور                       | می‌خوام باهات برقصم          | پاکسیما زکی‌پور                     | منصور                             | پوریا نیاکان                          |
| منصور                       | عشق نمی‌خوابه                | پاکسیما زکی‌پور                     | منصور                             | فرد میرزا                             |
| منصور                       | نگفتی برنمیگردم (سرزنش)     | پاکسیما زکی‌پور                     | منصور                             | فرد میرزا                             |
| لیلا فروهر                  | مادر                        | پاکسیما زکی‌پور                     | حسن شماعی زاده                    | شوبرت آواکیان                         |
| لیلا فروهر                  | خواهرم                      | پاکسیما زکی‌پور                     | سیاوش قمیشی                       | شوبرت آواکیان                         |
| لیلا فروهر                  | چی صدا کنم تو رو            | پاکسیما زکی‌پور                     | سیاوش قمیشی                       | شوبرت آواکیان                         |
| لیلا فروهر                  | به تو تقدیم می‌کنم           | پاکسیما زکی‌پور                     | شادمهر عقیلی                      | شادمهر عقیلی                          |
| لیلا فروهر                  | حقته                        | پاکسیما زکی‌پور                     | شادمهر عقیلی                      | شادمهر عقیلی                          |
| مکابیز                      | عشق ممنوع                   | پاکسیما زکی‌پور                     | فرخ آهی                           | فرخ آهی                               |
| مکابیز                      | فصل غم                      | پاکسیما زکی‌پور و سعید محمدی        | شب مامی                           | فرخ آهی                               |
| مکابیز                      | ناقلای لجباز                | پاکسیما زکی‌پور                     | فرخ آهی                           | دیوید بتسامو                          |
| مکابیز                      | دروغگو                      | پاکسیما زکی‌پور                     | فرخ آهی                           | فرخ آهی و فیروزه افشار و دیوید بتسامو |
| مکابیز و اندی               | نفرین                       | پاکسیما زکی‌پور                     | فرخ آهی و کیکی                    | فرخ آهی                               |
| مکابیز                      | فاصله                       | پاکسیما زکی‌پور                     | فرخ آهی                           | فرخ آهی                               |
| مکابیز                      | اسیر                        | پاکسیما زکی‌پور                     | فرخ آهی                           | فرخ آهی                               |
| مکابیز                      | نگو نه                      | پاکسیما زکی‌پور                     | فرخ آهی                           | شوبرت آواکیان                         |
| مکابیز                      | گل‌اندام                     | پاکسیما زکی‌پور                     | فرخ آهی                           | فرخ آهی                               |
| سندی                        | دلدار                       | پاکسیما زکی‌پور                     | شهرام آذر                         | شهرام آذر                             |
| سندی                        | زودباور                     | پاکسیما زکی‌پور                     | شهرام آذر                         | شهرام آذر                             |
| مهسا ناوی                   | اسم تو                      | پاکسیما زکی‌پور                     | حمید ندیری                        | شهرام آذر                             |
| مهسا ناوی                   | عشق من                      | پاکسیما زکی‌پور                     | منوچهر چشم آذر                    | منوچهر چشم آذر                        |
| مهسا ناوی                   | اگه بری                     | پاکسیما زکی‌پور                     | سیاوش قمیشی                       | استیو مک کرام                         |
| مهسا ناوی                   | قصه                         | پاکسیما زکی‌پور                     | منوچهر چشم آذر                    | منوچهر چشم آذر                        |
| مهسا ناوی                   | سفر                         | پاکسیما زکی‌پور                     | سیاوش قمیشی                       | استیو مک کرام                         |
| مهسا ناوی                   | بعد من                      | پاکسیما زکی‌پور                     | حمید ندیری                        | شوبرت آواکیان                         |
| مهسا ناوی                   | یه ذره دوستم داشته باش      | پاکسیما زکی‌پور                     | رامین زمانی                       | رامین زمانی                           |
| حبیب و محمد و مکابیز و اندی | وقتشه                       | پاکسیما زکی پور                    | حبیب                              | شوبرت آواکیان                         |
| حبیب                        | دروغ                        | پاکسیما زکی‌پور                     | حبیب                              | شوبرت آواکیان                         |
| حبیب                        | نازنینم                     | پاکسیما زکی‌پور                     | حبیب                              | حبیب                                  |
| محمد                        | قسم                         | پاکسیما زکی‌پور                     | حبیب                              | شوبرت آواکیان                         |
| محمد                        | بیا                         | پاکسیما زکی‌پور                     | حبیب                              | شوبرت آواکیان                         |
| محمد                        | یادت نره                    | پاکسیما زکی‌پور                     | حبیب                              | شوبرت آواکیان                         |
| محمد                        | غیر تو                      | پاکسیما زکی‌پور                     | حبیب                              | حبیب                                  |
| محمد                        | مانکن                       | پاکسیما زکی‌پور                     | منوچهر چشم آذر                    | منوچهر چشم آذر                        |
| شادمهر عقیلی                | بگو از کجا                  | پاکسیما زکی‌پور                     | شادمهر عقیلی                      | شادمهر عقیلی                          |
| اندی                        | دختر ایرونی                 | پاکسیما زکی‌پور                     | منوچهر چشم آذر و اندی             | اندی                                  |
| اندی                        | پری شهر قصه                 | پاکسیما زکی‌پور                     | فرخ آهی                           | اندی                                  |
| اندی                        | عشق اول                     | پاکسیما زکی‌پور و همایون هوشیارنژاد | سیاوش قمیشی                       | فرخ آهی                               |
| اندی                        | پاکسیما زکی‌پور              | پاکسیما زکی‌پور                     | اندی                              | اندی                                  |
| اندی                        | بیقرار                      | پاکسیما زکی‌پور                     | پاکسیما و اندی                    | اندی                                  |
| اندی                        | شبگرد                       | پاکسیما زکی‌پور                     | پاکسیما زکی‌پور                    | اندی                                  |
| اندی                        | انتظار                      | پاکسیما زکی‌پور                     | اندی                              | اندی                                  |
| اندی                        | قصر کاغذی                   | پاکسیما زکی‌پور                     | شوبرت آواکیان و اندی              | اندی                                  |
| اندی                        | لیلی                        | پاکسیما زکی‌پور                     | خالد                              | اندی                                  |
| اندی                        | ناز ناز                     | پاکسیما زکی‌پور                     | شوبرت آواکیان                     | شوبرت آواکیان و اندی                  |
| اندی                        | خوشگل محلمون                | پاکسیما زکی‌پور                     | منوچهر چشم آذر و اندی             | اندی                                  |
| اندی                        | سوگلی                       | پاکسیما زکی‌پور                     | منوچهر چشم آذر و اندی             | اندی                                  |
| اندی                        | تنهایی                      | پاکسیما زکی‌پور                     | اندی                              | اندی                                  |
| اندی                        | چشمای ناز                   | پاکسیما زکی‌پور و علی صنیعی فر      | علی صنیعی‌فر                       | علی صنیعی فر                          |
| اندی                        | جاده احساس                  | پاکسیما زکی‌پور                     | میلاد و اندی                      | اندی                                  |
| اندی                        | دختر بندر                   | پاکسیما زکی‌پور                     | اندی                              | اندی                                  |
| اندی                        | یک‌دونه دختر                 | پاکسیما زکی‌پور                     | فرخ آهی                           | اندی                                  |
| اندی                        | جسور                        | پاکسیما زکی‌پور                     | فرخ آهی                           | اندی                                  |
| اندی                        | گلی جون                     | پاکسیما زکی‌پور                     | اندی                              | اندی                                  |
| اندی                        | سرسپرده                     | پاکسیما زکی‌پور                     | اندی                              | اندی                                  |
| اندی                        | من و تو                     | پاکسیما زکی‌پور                     | میلاد                             | اندی                                  |
| اندی                        | خاک و ریشه                  | پاکسیما زکی‌پور                     | میلاد                             | اندی                                  |
| اندی                        | امروز که من عاشقم           | پاکسیما زکی‌پور                     | اندی                              | اندی                                  |
| اندی                        | تولد                        | پاکسیما زکی‌پور                     | منوچهر چشم آذر                    | اندی                                  |
| اندی                        | به کسی نگو                  | پاکسیما زکی‌پور                     | منوچهر چشم آذر و اندی             | اندی                                  |
| اندی                        | کتاب آفرینش                 | پاکسیما زکی‌پور                     | اندی                              | اندی                                  |
| اندی                        | یار سبزه                    | پاکسیما زکی‌پور                     | اندی                              | اندی                                  |
| اندی                        | از خود گذشته                | پاکسیما زکی‌پور                     | اندی                              | اندی                                  |
| اندی                        | شب من                       | پاکسیما زکی‌پور                     | اندی                              | اندی                                  |
| اندی                        | ملی پوشها                   | پاکسیما زکی‌پور                     | منوچهر چشم آذر و اندی             | اندی                                  |
| اندی                        | یالا                        | پاکسیما زکی‌پور و راغب علامه        | اندی و راغب علامه و Steve Stevens | اندی                                  |
| اندی                        | نیلوفر بهار                 | پاکسیما زکی‌پور                     | اندی                              | اندی                                  |
| اندی                        | تو نباشی                    | پاکسیما زکی‌پور                     | اندی                              | اندی                                  |
| اندی                        | شب عاشقی                    | پاکسیما زکی‌پور                     | اندی                              | اندی                                  |
| اندی                        | تب تو                       | پاکسیما زکی‌پور                     | فریبرز حاجی‌نبی                    | اندی                                  |
| اندی                        | ریحان                       | پاکسیما زکی‌پور                     | محلی                              | اندی                                  |
| اندی                        | چه خوشگل شدی                | پاکسیما زکی‌پور                     | منوچهر چشم آذر و اندی             | اندی و Andy G                         |
| اندی                        | نگاه اول                    | پاکسیما زکی‌پور                     | فریبرز حاجی‌نبی                    | اندی و Andy G                         |
| اندی                        | از یاد من نرفته             | پاکسیما زکی‌پور                     | محمد مقدم و اندی                  | اندی و Andy G                         |
| اندی                        | برو                         | پاکسیما زکی‌پور و اندی              | اندی و Zohar                      | اندی و Andy G                         |
| اندی                        | عشق و ایثار                 | پاکسیما زکی‌پور                     | اندی                              | اندی و Andy G                         |
| اندی                        | آره آره                     | پاکسیما زکی‌پور                     | محمد مقدم                         | محمد مقدم و اندی                      |
| اندی                        | عروسک                       | پاکسیما زکی‌پور                     | منوچهر چشم آذر و اندی             | منوچهر چشم آذر و اندی                 |
| اندی                        | خوشم میاد                   | پاکسیما زکی‌پور                     | توحید عظیمی                       | توحید عظیمی                           |
| اندی                        | دختر بندری (به همراه کوروس) | پاکسیما زکی‌پور                     | کوروش شکوفنده                     | اندی و Andy G                         |
| اندی                        | سبد سبد                     | پاکسیما زکی‌پور                     | حمید ندیری                        | حمید ندیری و اندی                     |
| اندی                        | سرنوشت                      | پاکسیما زکی‌پور                     | حمید ندیری                        | حمید ندیری                            |
| اندی                        | قصه باران                   | پاکسیما زکی‌پور                     | اندی                              | اندی و Andy G                         |
| اندی                        | خوشگلا باید برقصن           | پاکسیما زکی‌پور                     | منوچهر چشم آذر و اندی             | منوچهر چشم آذر و اندی                 |
| اندی                        | نگو نه نمی‌شه                | پاکسیما زکی‌پور                     | محمد مقدم و اندی                  | محمد مقدم و اندی                      |
| اندی                        | مهم نبود (به همراه مهسا)    | پاکسیما زکی‌پور                     | حمید ندیری                        | حمید ندیری                            |
| اندی                        | گل بندر                     | پاکسیما زکی‌پور                     | محمد مقدم و اندی                  | محمد مقدم و اندی                      |
| اندی                        | دارم می‌رم به تهران          | پاکسیما زکی‌پور                     | منوچهر چشم آذر و اندی             | منوچهر چشم آذر و اندی                 |
| اندی                        | فقط یه نگاه                 | پاکسیما زکی‌پور                     | اندی                              | اندی                                  |
| اندی                        | بعد از تو                   | پاکسیما زکی‌پور                     | محمد مقدم                         | محمد مقدم                             |
| اندی                        | فرودگاه (به همراه شینی)     | پاکسیما زکی‌پور                     | محمد مقدم                         | محمد مقدم                             |
| اندی                        | دلتنگ                       | پاکسیما زکی‌پور                     | محمد مقدم                         | محمد مقدم                             |
| اندی                        | بی تو                       | پاکسیما زکی‌پور                     | محمد مقدم                         | محمد مقدم                             |
| اندی                        | راز من                      | پاکسیما زکی‌پور                     | فرشید صبوری                       | فرشید صبوری                           |
| اندی                        | یاران                       | پاکسیما زکی‌پور                     | اندی                              | اندی                                  |
| اندی (با جان بون جووی)      | با من باش                   | پاکسیما زکی‌پور                     |                                   |                                       |
| اندی                        | مادرم                       | پاکسیما زکی‌پور                     | حمید ندیری                        | حمید ندیری                            |
| اندی                        | تحمل                        | پاکسیما زکی‌پور                     | حمید ندیری                        | حمید ندیری                            |
| اندی                        | حنا                         | پاکسیما زکی‌پور                     | اندی                              | پوریا نیاکان                          |
| اندی                        | خداحافظ                     | پاکسیما زکی‌پور                     | پاکسیما زکی‌پور                    | اندی و Andy G                         |
| حسن شماعی‌زاده               | پسرم                        | پاکسیما زکی‌پور                     | حسن شماعی‌زاده                     | آرا هایراپتیان                        |
| حسن شماعی‌زاده               | جام عشق                     | پاکسیما زکی‌پور                     | حسن شماعی‌زاده                     | محمد ستاری                            |
| حسن شماعی‌زاده               | اگه تو مال من بودی          | پاکسیما زکی‌پور                     | حسن شماعی‌زاده                     | انوش فریدپور                          |
| نوش‌آفرین                    | هفت دریا                    | پاکسیما زکی‌پور                     | خشایار استوار                     | آرا هایراپتیان                        |
| نوش‌آفرین                    | مرا دریاب                   | پاکسیما زکی‌پور                     | خشایار استوار                     | فرزین فرهادی                          |
| نوش‌آفرین                    | سلام                        | پاکسیما زکی‌پور                     | شهرام آذر                         | شهرام آذر                             |
| نوش‌آفرین                    | صدام کن                     | پاکسیما زکی‌پور                     | خشایار استوار                     | فرزین فرهادی                          |
| نوش‌آفرین                    | شب تو شب من                 | پاکسیما زکی‌پور                     | شهرام آذر و گروه سلیمانیه         | شهرام آذر                             |
| نوش‌آفرین                    | کاشکی                       | پاکسیما زکی‌پور                     | شهرام آذر و گروه سلیمانیه         | شهرام آذر                             |
| نوش‌آفرین                    | تویی تو                     | پاکسیما زکی‌پور                     | سنگتار                            | فرزین فرهادی                          |
| نوش‌آفرین                    | دروغ نیست                   | پاکسیما زکی‌پور                     | حبیب                              | فریدون اسکندر                         |
| نوش آفرین                   | یواش یواش                   | پاکسیما زکی‌پور                     | فرزین فرهادی                      | فرزین فرهادی                          |
| نوش آفرین                   | آشتی                        | پاکسیما زکی پور                    | بندری                             | شهرام آذر                             |
| نوش آفرین                   | آن زمان                     | پاکسیما زکی‌پور                     | فرزین فرهادی                      | فرزین فرهادی                          |
| سوزان روشن                  | قمارباز                     | پاکسیما زکی‌پور                     | فرخ آهی                           | فرخ آهی                               |
| سوزان روشن                  | آریا                        | پاکسیما زکی‌پور و سوزان روشن        | شهرام شهرابی                      | فرخ آهی                               |
| سوزان روشن                  | دختر آریایی                 | پاکسیما زکی‌پور                     | فرد میرزا                         | فرد میرزا                             |
| سوزان روشن                  | کبوتر دل                    | پاکسیما زکی‌پور                     | شهرام شهرابی                      | شهرام شهرابی                          |
| سوزان روشن                  | عاشقم                       | پاکسیما زکی‌پور                     | شهرام شهرابی                      | شهرام شهرابی                          |
| سوزان روشن                  | شاهزاده                     | پاکسیما زکی‌پور                     | میلاد                             | فرخ آهی                               |
| سوزان روشن                  | دلبری                       | پاکسیما زکی‌پور                     | محلی                              | فرخ آهی                               |
| سوزان روشن                  | تنگ غروب                    | پاکسیما زکی‌پور                     | فریبرز حاجی نبی                   | داریوش داوری                          |
| سوزان روشن                  | دلم گرفته                   | پاکسیما زکی‌پور                     | فرزین فرهادی                      | فرزین فرهادی                          |
| سوزان روشن                  | خونه                        | پاکسیما زکی‌پور                     | محمد ستاری                        | محمد ستاری                            |
| شهرزاد سپانلو               | مثل هر روز                  | پاکسیما زکی‌پور                     |                                   |                                       |
| شهرزاد سپانلو               | هزار و یک شب                | پاکسیما زکی‌پور                     |                                   |                                       |
| شهرزاد سپانلو               | احساس                       | پاکسیما زکی‌پور                     |                                   |                                       |
| ستار                        | کمتر گله کن                 | پاکسیما زکی‌پور                     | سعید قربانی                       | سعید قربانی                           |
| ستار                        | سلام                        | پاکسیما زکی‌پور                     | حمید ندیری                        | حمید ندیری                            |
| ستار                        | اشک عاشق                    | پاکسیما زکی‌پور                     | حمید ندیری                        | حمید ندیری                            |
| ستار                        | نسل بی ستاره                | پاکسیما زکی‌پور                     | حمید ندیری                        | حمید ندیری                            |
| ستار                        | مسافر                       | پاکسیما زکی‌پور                     | حمید ندیری                        | حمید ندیری                            |
| ستار                        | غربیه                       | پاکسیما زکی‌پور                     | حمید ندیری                        | حمید ندیری                            |
| ستار                        | سرنوشت                      | پاکسیما زکی‌پور                     | حمید ندیری                        | حمید ندیری                            |
| داوود بهبودی                | کی بود کی بود               | پاکسیما زکی‌پور                     | منوچهر چشم آذر                    | منوچهر چشم آذر                        |
| داوود بهبودی                | مستی                        | پاکسیما زکی‌پور                     | منوچهر چشم آذر                    | منوچهر چشم آذر                        |
| داوود بهبودی                | نشونه                       | پاکسیما زکی‌پور                     | داوود بهبودی                      | محمد مقدم                             |
| شهرام کاشانی                | من با تو                    | پاکسیما زکی‌پور                     | شهرام کاشانی و برایان وی          | برایان وی                             |
| شهرام کاشانی                | دختر پسر ایرونی             | پاکسیما زکی‌پور                     | شهرام کاشانی و برایان وی          | برایان وی                             |
| شهرام کاشانی                | نرو                         | پاکسیما زکی‌پور                     | شهرام کاشانی و برایان وی          | برایان وی                             |
| شهرام کاشانی                | برگرد                       | پاکسیما زکی‌پور                     | شهرام کاشانی                      | شوبرت آواکیان                         |
| شهرام کاشانی                | رفتی رفتی                   | پاکسیما زکی‌پور                     | شهرام کاشانی                      | دیوید بتسامو                          |
| شهرام کاشانی                | یادم نمی‌ره                  | پاکسیما زکی‌پور                     | شهرام کاشانی                      | شوبرت آواکیان                         |
| شهرام کاشانی                | فریاد                       | پاکسیما زکی‌پور                     | فرد میرزا و شهرام کاشانی          | فرد میرزا                             |
| شهرام کاشانی                | فاصله                       | پاکسیما زکی‌پور                     | شهرام کاشانی                      | شوبرت آواکیان                         |
| شهرام کاشانی                | دیگه بسه                    | پاکسیما زکی‌پور                     | شهرام کاشانی                      | دیوید بتسامو                          |
| شهرام کاشانی                | باور ندارم                  | پاکسیما زکی‌پور                     | فرد میرزا                         | فرد میرزا                             |
| جمشید                       | بی تو                       | پاکسیما زکی‌پور                     | یاسر محمودی                       | آرا هیروپیان                          |
| کوروس                       | لجبازها                     | پاکسیما زکی‌پور                     | کوروس                             | کوروس                                 |
| شاهرخ                       | پرستش                       | پاکسیما زکی‌پور                     | فریبرز حاجی‌نبی                    | استیو مک کرام                         |
| عارف                        | موندگار                     | پاکسیما زکی‌پور                     | محمد مقدم                         | محمد مقدم                             |
| پیروز                       | طوفان                       | پاکسیما زکی‌پور                     | فرد میرزا                         | فرد میرزا                             |
| پیروز                       | کسی نیست                    | پاکسیما زکی‌پور                     | پیروز                             | فرد میرزا                             |
| پویا                        | رؤیا                        | پاکسیما زکی‌پور                     | حمید ندیری                        | تیگران ساکیان                         |
| شهرام شب‌پره                 | میاد                        | پاکسیما زکی‌پور                     | اندی                              | شوبرت آواکیان                         |
| فتانه                       | سالار                       | پاکسیما زکی‌پور                     | مجید قربانی                       | مجید قربانی                           |
| طوفان                       | دل وحشی                     | پاکسیما زکی‌پور                     | طوفان                             | طوفان                                 |
| فریدون آسرایی               | اولین سلام                  | پاکسیما زکی‌پور                     | رامین زمانی                       | رامین زمانی                           |
| مهستی                       | نمی‌بخشم تورو                | پاکسیما زکی‌پور                     | منوچهر چشم آذر                    | منوچهر چشم آذر                        |
| بچه‌های ایران                | سایه                        | پاکسیما زکی‌پور                     | برایان وی                         | برایان وی                             |
| بچه‌های ایران                | چه خوش می‌گذره امشب          | پاکسیما زکی‌پور                     | منوچهر چشم آذر                    | منوچهر چشم آذر                        |
| بچه‌های ایران                | چه آسون                     | پاکسیما زکی‌پور                     | کیا، برایان وی، کوجی              | برایان وی                             |
| بچه‌های ایران                | جیگ من                      | پاکسیما زکی‌پور                     | کیا، روژه، برایان وی              | برایان وی و روژه                      |
| بچه‌های ایران                | خاطره شد                    | پاکسیما زکی‌پور                     | رافائل رومن و برایان وی           | برایان وی                             |
| بچه‌های ایران                | جای تو خالی                 | پاکسیما زکی‌پور                     | روژه                              | روژه و شهرام آذر                      |
| بچه‌های ایران                | محتاج                       | پاکسیما زکی‌پور                     | بوسون و برایان وی                 | برایان وی                             |
| بچه‌های ایران                | بیقرار                      | پاکسیما زکی‌پور                     | شهرام آذر و محمد روهنده           | شهرام آذر                             |
| بچه‌های ایران                | معجزه                       | پاکسیما زکی‌پور                     | پاکسیما زکی‌پور و برایان وی        | برایان وی                             |